# Rättegången mot de 21
Rättegången mot de 21 var en rättegång mot 21 bolsjeviker, åtalade för spionage och förräderi. Rättegången hölls i Moskva i mars 1938. De åtalade torterades för att avge bekännelse. Samtliga, utom tre, dömdes till döden och avrättades av Vasilij Blochin.

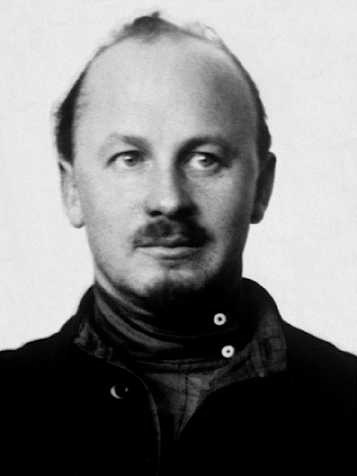
Nikolaj Bucharin var en av dem som dömdes till döden i rättegången mot de 21.

## Åtalade
1. Nikolaj Bucharin (dödsstraff)
2. Aleksej Rykov (dödsstraff)
3. Nikolaj Krestinskij (dödsstraff)
4. Christian Rakovskij (20 års fängelse)
5. Genrich Jagoda (dödsstraff)
6. Arkadij Rosengolts (dödsstraff)
7. Vladimir Ivanov (dödsstraff)
8. Michail Tjernov (dödsstraff)
9. Grigorij Grinko (dödsstraff)
10. Isaak Zelenskij (dödsstraff)
11. Sergej Bessonov (15 års fängelse)
12. Akmal Ikramov (dödsstraff)
13. Faisullah Chodzjajev (dödsstraff)
14. Vasilij Sjarangovitj (dödsstraff)
15. Prokopij Zubarev (dödsstraff)
16. Pavel Bulanov (dödsstraff)
17. Lev Levin (dödsstraff)
18. Dmitrij Pletnev (25 års fängelse)
19. Ignatij Kazakov (dödsstraff)
20. Venjamin Maximov-Dikovskij (dödsstraff)
21. Pjotr Krjutjkov (dödsstraff)